# Johansson och Vestman
Johansson och Vestman är en svensk dramafilm från 1946 i regi av Olof Molander.

## Om filmen
Filmen premiärvisades 3 september 1946. Förlaga till filmen var statsminister Karl Staaffs pjäs Johansson och Vestman, som skrevs omkring 1898.

## Rollista i urval
- Holger Löwenadler – Adolf (Hilmer) Johansson, trädgårdsmästare
- Sture Lagerwall – Vestman
- Wanda Rothgardt – fru Helena Bergfors
- Håkan Westergren – ryttmästare Hugo Bergfors, Helenas man, ägare till Härnesholms säteri
- Hjördis Petterson – Beda, kokerska
- Naemi Briese – Olga Hallman
- Gösta Ericsson – Swahn, chaufför och betjänt
- Nils Hultgren – Modig, dräng
- Manne Grünberger – Klein, dräng
- Stig Olin – Rusan, dräng
- Karl Erik Flens – Seger, dräng
- Alfons Svensson – Abd Ur-Rama, svärdslukare, fakir
- Lilly Kjellström

## Musik i filmen
- En liten stund med Jesus, kompositör Oscar Ahnfelt, text Lina Sandell
- Dig skall min själ sitt offer bära, text 1814 Arvid August Afzelius textbearbetning 1979 Britt G. Hallqvist
- Vi hade inga segel ... (Det går långsamt fram ), sång Holger Löwenadler med barnen Jan-Erik Larsson och Kjell Högberg
- Blott en dag, ett ögonblick i sänder, kompositör Oscar Ahnfelt, text Lina Sandell, sång Hjördis Petterson